# Luigi Fenaroli
Luigi Fenaroli est un botaniste et agronome italien (Milan, 16 mai 1899 – Bergame, 8 mai 1980).

## Biographie
Luigi Fenaroli fait ses études en agriculture à l’École supérieure d’agriculture de l’Université de Milan en 1921.
Il participe à plusieurs expéditions botaniques pour compte de la Reale società geografica italiana (Société géographique royale italienne). En 1930 il visite l’Angola et dès 1932 à 1933 l’Amazonie brésilienne.
En 1933 il est nommé vice-directeur de la Stazione sperimentale di selvicoltura (Station expérimentale de sylviculture) de Florence. En 1943 il entra dans l’Istituto sperimentale di pioppicoltura (Institut expérimental du peuplier) de Casale Monferrato (Piedmont). En 1946 il est nommé directeur de la Stazione sperimentale di maiscoltura, établie par l’éminent agronome Tito Vezio Zapparoli. Il dirige le Programme des maïs hybrides, en organisant les plans des champs expérimentaux (1948-1953) des hybrides américains introduits en Italie après la Deuxième Guerre mondiale. Il supervise le programme de récolte des accessions des semences des variétés italiennes de maïs (1954-1955) et promeut le programme de sélection des lignes pures, sous la coordination de son élève et ami Aureliano Brandolini.
Dès 1968 à 1974 il dirige le nouvel Istituto sperimentale di assestamento forestale e alpicoltura (Institut de gestion des cultures alpines et des forêts de Trento.
Luigi Fenaroli développe une intense activité comme enseignant de la Faculté d’agronomie de l’Université de Milan et comme professeur provisoire de la ‘‘chaire ambulante’’ d’agriculture à Iseo. Il enseigne ‘‘Sylviculture tropicale’’ à l’Istituto agronomico coloniale (maintenant Istituto agronomico per l'oltremare de Florence et d’Agriculture subtropicale et tropicale à l’Université de Milan.
Il est chargé de l’enseignement de Botanique systématique et de Phytogéographie, Sylviculture et culture alpines aux Universités de Milan et de Piacenza.
Il est invité à enseigner pour des universités étrangères. En 1946 il va en Illinois, pour étudier l’amélioration génétique et la technique de production des hybrides de maïs et en 1964 il est invité par le gouvernement canadien pour étudier l’amélioration génétique de la pomme de terre. Il présente les résultats de ses études aussi en Égypte et au Japon.
Il réalise 275 publications scientifiques qui vont de la Phytogéographie à la Botanique systématique, à la Botanique des plantes des forêts à la flore et à la conservation de la nature. Plusieurs de ses travaux étudient et localisent des espèces endémiques de la région ‘‘Insubria’’ et la vie des montagnes et dans les forêts de l’Italie du nord.

## Publications
Ses livres plus importants comprennent:
- Il larice nelle Alpi orientali italiane ('Le mélèze des Alpes de l’Italie orientale, 1936), pour lequel il reçut le prix de l’Accademia d’Italia,
- L’ambiente fisico-agrario dei paesi caldi (Le milieu physique-agronomique des pays chauds 1943)
- Le Palme e la loro utilizzazione (Les palmiers et leur utilisation, 1945),
- Il castagno (The chataîgnier, 1946),
- Il genere Populus (Le genre Populus, 1946)
- La flora delle Alpi (La flore des Alpes), 1956 et 1976
- I Carex d’Italia (Les Carex en Italie, 1951),
- Il genere Styzolobium (Le genre Styzolobium, 1952),
- La vegetazione e flora delle prealpi lombarde (La végétation et la flore des préalpes lombardes),
- Le Catalogus et les 4 Prodromi de la Flora Garganica (1966-1975).

Comme éditeur il publie les livres:
- L’ Iconographia mycologica de Giacomo Bresadola (25+3 volumes, 1936, en collaboration avec G. B. Traverso),
- La Flora illustrata delle Alpi e degli altri monti d’Italia (La flore illustrée des Alpes et des autres montagnes d’Italie) de Otto Penzig (1932),
- Le traité sur le Colture tropicali d’ Oreste Campese (1937),
- La Flora d’Italia du T.C.I., en collaboration avec Valerio Giacomini (1958),
- La Dendroflora italiana: alberi (La flore des arbres italiens, 1976, en collaboration avec Germano Gambi et autres),
- La Carta della vegetazione reale d’Italia (La carte de la végétation réelle d’Italie, 1969), pour le Ministère de l’agriculture et des forêts.

Il laisse un vaste héritage scientifique, notamment un Herbier et un recueil d'Archives photographiques. Son jardin des plantes, dans la municipalité de Tavernola Bergamasca, au bord du lac préalpin d’Iseo, garde une riche collection de plantes et culture exotiques.

## Affiliations
Luigi Fenaroli est membre des Académies suivantes :
- Academia Colombiana de ciencias exactas, fisioquímicas y naturales, Bogotá (Colombie),
- Instituto Ecuadoriano de ciencias naturales, Quito (Équateur),
- Società di scienze naturali del Trentino Alto Adige, Trento (Italie),
- Atheneum of science, arts and letters de Brescia et de Bergamo (Italie),
- Accademia nazionale di agricoltura de Bononia (Italie),
- Accademia italiana di scienze forestali de Florence (Italie).

Il est aussi :
- président du Comité d’honneur de Giacomo Bresadola (Trento),
- vice-président de la Fondazione per i problemi montani dell’arco alpino (Milan),
- académicien du Club alpino italiano.